# Signal de costimulation
Le signal de costimulation est, en immunologie, un signal donné à une cellule par une autre et qui régule l’activation, la prolifération, la survie ou la différenciation de la cellule qui le reçoit. En particulier, le signal de costimulation est l’un des trois signaux permettant l’activation des lymphocytes T : dans ce contexte, il est souvent appelé « signal de danger », en référence à la théorie du danger élaborée par l’immunologiste Polly Matzinger.

## La costimulation positive et négative dusystème immunitaire
Le signal de costimulation positive active les cellules réceptrices, tandis que le signal de costimulation négative les inhibe. Ces signaux d’activation ou d’inhibition sont donnés par des protéines appartenant à la superfamille des immunoglobulines.

### Les molécules impliquées dans la costimulation  positive
La liaison de CD28 exprimée à la surface d’un lymphocyte avec ses ligands B7-1 (aussi appelé CD80) ou B7-2 (aussi appelé CD86) exprimés à la surface d’une cellule présentatrice d’antigène(CPAg), (en général une cellule dendritique mais aussi d’autres cellules comme des cellules tumorales), fournit au lymphocyte T un signal nécessaire à son activation complète . L’expression de CD28 diminue au cours du processus de différenciation des lymphocytes T en cellules mémoires effectrices, ce qui fait de CD28 une molécule essentiellement impliquée dans l’activation des lymphocytes T CD4+ naïfs. D’autres couples ligands/récepteurs existent et permettent eux aussi de délivrer ce signal de danger, par exemple : CD40/CD40L ; OX40/OX40L

### Molécule de costimulation négative:CTLA-4
CTLA-4 est exprimé à la surface des lymphocytes T auxiliaires et absent sur les cellules au repos. Il transmet un signal d’inhibition. La molécule CTLA-4 se lie, comme CD28, à B7-1 et B7-2. Néanmoins cette liaison présente deux particularités par rapport à CD28, d’une part une affinité bien plus grande et d’autre part la délivrance d’un message d’inhibition des fonctions lymphocytaires si CD28 n’est pas engagé en même temps, ce qui peut se produire par exemple si le lymphocyte T est confronté à des cellules tumorales exprimant un nombre très restreint de molécules B7 (le petit nombre de molécules B7 sera alors préférentiellement engagé par CTLA-4 et l’activation de lymphocytes sera inhibée). 
Le rôle de CTLA-4 comme régulateur inhibant les fonctions immunes a été démontré par l’étude des souris ctla4-/- qui développent une activation et une prolifération massive des lymphocytes T. L’absence de CTLA-4 se traduit en particulier par une expansion des lymphocytes T CD4+ due à leur activation par CD28. Ces souris meurent précocement, dès la troisième semaine après leur naissance, de maladies auto-immunes systémiques associées à une infiltration de lymphocytes T activés. Ces effets sont dépendants de la présence de CD28 et donc de la costimulation qu’induit cette molécule.
Des mutations du gène CTLA-4 situé sur le chromosome 2 ont été associées à un diabète insulino-dépendant et de sérieuses maladies auto-immunes ou inflammatoires.

## Mise en jeu des signaux de costimulation dans l’activation lymphocytaire

### Activation deslymphocytes T
Un lymphocyte T naïf s’active en recevant 3 signaux donnés par une cellule présentatrice d’antigène (CPAg). Il s’agit du peptide antigénique présenté au TCR des lymphocytes T, du signal de costimulation (aussi appelé signal de danger) et du signal cytokinique. À la suite des trois signaux, les lymphocytes T s’activent, prolifèrent et se différencient. Le signal de costimulation est reçu par la protéine CD28 présente à la surface du lymphocyte T lorsqu’elle se lie à ses ligands CD80 (B7-1) et CD86 (B7-2), eux-mêmes présents à la surface des CPAg. Cette liaison fournit aux lymphocytes T le second signal nécessaire à son activation complète. L’expression de CD80 et CD86 est induite en surface de la CPAg en cas d’inflammation et/ ou en présence de molécules microbiennes, c’est pourquoi leur expression est synonyme de danger pour l’organisme. Les lymphocytes T qui reconnaissent l’antigène sans recevoir ce signal de costimulation entrent en anergie, et sont donc incapables de s’activer et de proliférer.

### Activation deslymphocytes B
La coopération entre lymphocyte T et lymphocyte B via les molécules de costimulation comme CD28/CD80, CD40L/CD40, OX40L/OX40, ICOS/B7H entraîne l’activation et la différenciation de lymphocytes B en lymphocytes B mémoires, plasmocytes à longue vie et plasmocytes sécréteurs synthétisant des immunoglobulines. CD40L est une molécule présente sur les lymphocytes T auxiliaires de type T « follicular helper » (T auxiliaires folliculaires) qui se fixe sur la protéine CD40 exprimée par les lymphocytes B et induit un signal intracellulaire. Il en est de même pour le mécanisme d’action d’OX40L/OX40 et ICOS/B7H.

## Importance du signal de costimulation dans le maintien de la tolérance
Le signal de costimulation est aussi appelé « signal de danger » ou « signal de confirmation » car il vient en complément de l’antigène pour confirmer la présence d’un contexte infectieux ou inflammatoire et donc la nécessité d'une activation lymphocytaire spécifique. En cas d’absence du signal de costimulation, c'est-à-dire absence d’un micro-organisme et de réactions inflammatoires, le lymphocyte T ne s’active pas, même si son TCR se lie à l’antigène, et ce lymphocyte entre en anergie c’est-à-dire qu’il présente une incapacité durable à s’activer. Ainsi le signal de costimulation permet de protéger l’organisme contre l’activation des lymphocytes T auto-réactifs reconnaissant les antigènes du soi. Il permet de faire la différence entre les situations dangereuses où l’activation du système immunitaire est nécessaire (lésion tissulaire, infection) et les situations où l’activation lymphocytaire serait dangereuse pour l’organisme (réactions auto-immunes).

## Immunothérapie
Les signaux de costimulation régulent les réponses lymphocytaires. La manipulation pharmacologique des signaux de costimulation représente donc une piste thérapeutique  intéressante pour moduler des réponses immunes : par exemple, pour activer des lymphocytes anti-tumoraux, combattre les réactions auto-immunes et les allergies en diminuant les réponses immunes indésirables, éviter le rejet de greffe.

### Exemple: inhibiteurs de la voie de costimulation B7/CD28
L’abatacept est une protéine de fusion soluble formée de CTLA-4 et du fragment constant d’une Immunoglobuline G, c’est une molécule soluble. Le bélatacept est un dérivé de l’abatacept, il diffère de celui-ci par seulement 2 acides aminés. Ces molécules se fixent sur B7 avec une affinité plus grande que CD28, et empêchent donc la CPAg de délivrer le signal de costimulation aux lymphocytes T qui ne seront donc pas activés. L’abatacept est commercialisé sous le nom d’Orencia pour traiter la polyarthrite rhumatoïde. Le bélatacept est utilisé pour prévenir des réponses immunitaires responsables des rejets de greffe. L’efficacité de ces molécules est en cours d’évaluation dans d’autres pathologies comme le diabète de type I, la sclérose en plaques, etc.